# Serie 80

Serie 80 è una interfaccia del Symbian OS utilizzata dai Communicator di Nokia.
L'E90, l'ultimo communicator, usa la serie 60 per sfruttare il parco di applicazioni più vasto.

## Funzioni
- Supporto d'editing dei documenti;
- Tastiera qwerty completa;
- Mouse integrato;
- Browser web Opera;
- Supporto alla Virtual Private Network;